# ガリア・アクィタニア

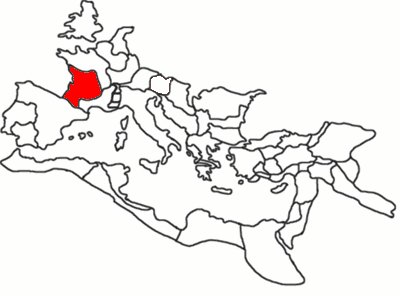
西暦120年の属州ガリア・アクィタニア

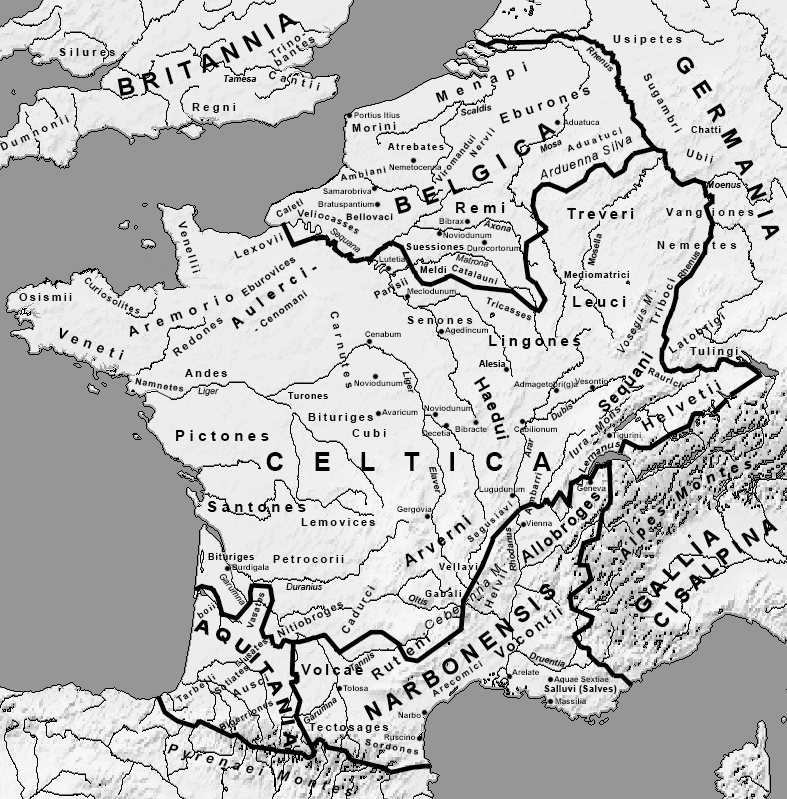
紀元前58年の属州ガリア・アクィタニア

ガリア・アクィタニア（ラテン語: Gallia Aquitania ガッリア・アクィタニア）は、ローマ帝国の属州のひとつ。かつてのアクィタニア地方であり、現在のフランス南西部アキテーヌ地方に該当する。東方にガリア・ルグドゥネンシス、南方にガリア・ナルボネンシス、西方にヒスパニア・タッラコネンシスの各属州と接していた。

## ケルト人の居住とローマの支配
元来、この地はケルト人、特にガリア人が居住しており、南方のローマとは異なる文化圏を形成していた。アクィタニアという名称は、現地の部族であるアクィタニ族に由来する。紀元前1世紀、ガイウス・ユリウス・カエサルがこの地に侵攻し、ガリア戦争を経てローマの属州とした。アウグストゥスの治世には皇帝属州となり、皇帝の命を受けたプロプラエトル（属州総督）は軍隊を伴わず任地に赴任した。アクィタニア属州の州都は、メディオラヌム・サントヌム（Mediolanum Santonum、現在のサント）に置かれた。紀元前58年には、この属州はガリア・アクィタニアとして知られるようになる。

## 属州の分割と西ゴート王国の成立
ディオクレティアヌスの治世において、ガリア・アクィタニアはアクィタニア・プリマ、アクィタニア・セクンダ、アクィタニア・テルティアの3つに分割された。418年、ローマ皇帝ホノリウスは西ゴート人を「友邦者（フォエデラティ）」として遇し、この地を彼らの永住の地として与えた。これが、後に強大な勢力を持つことになる西ゴート王国の始まりである。

## 西ゴート族の活動とフランク王国の影響
西ローマ帝国の滅亡後、西ゴート族はトロサ（現在のトゥールーズ）を拠点とし、ピレネー山脈を越えてヒスパニアへと侵攻した。しかし、507年にはフランク族の勢力に押され、その支配領域は縮小した。629年、メロヴィング朝のクロタール2世が死去すると、フランク王国は息子たちによって分割され、その一部が後の西フランク王国の基礎となった。